# Bocydium cubitale
Bocydium cubitale är en insektsart som beskrevs av Richter 1955. Bocydium cubitale ingår i släktet Bocydium och familjen hornstritar. Inga underarter finns listade i Catalogue of Life.